# هن‌تنگ ایکس۸
هن‌تنگ ایکس۸ یک کراس‌اوور سایز متوسط (CUV) است که از سال ۲۰۱۹ هن‌تنگ موتورز تولید می‌شود.

## بررسی اجمالی

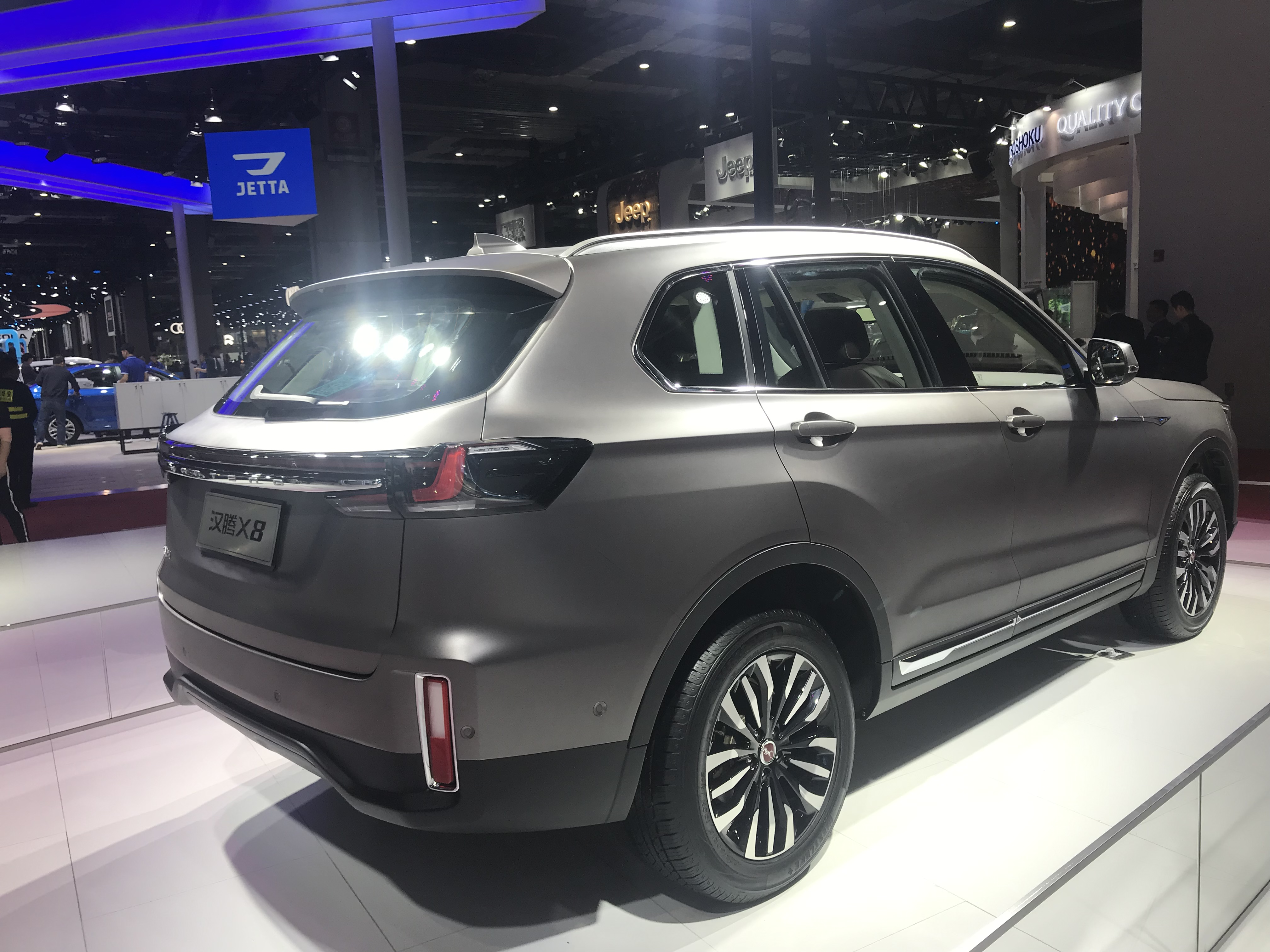
نمای عقب

این خودرو بزرگترین کراس اوور SUV محصول هن‌تنگ از سال ۲۰۲۰ است. این مدل اولین بار در نمایشگاه اتومبیل شانگهای ۲۰۱۹ رونمایی شد. ایکس۸ مبتنی بر همان پلتفرم ایکس۷ است، از همان پیشرانه ۲٫۰ لیتری هن‌تنگ ایکس۷ توربوشارژ استفاده می‌کند که حداکثر قدرت ۱۹۰ اسب بخار و حداکثر گشتاور ۲۵۰ نیوتن متر را تولید می‌کند. موتور ایکس۸ با گیربکس ۶ سرعته دو کلاچه جفت شده‌است.